# 김동삼
김동삼(金東三, 1878년 6월 23일 ~ 1937년 4월 13일)은 대한제국의 군인 겸 정치가이자 독립운동가이다.
본관은 의성. 아명(兒名)은 김긍식(金肯植)이며 아호는 일송(一松)이다.

## 생애
경상도 안동에서 김계락(金繼洛)의 장남으로 출생했다. 경상도 의성에서 잠시 유아기를 보냈고 안동의병의 최고지도자였던 서산 김흥락(西山 金興洛)을 스승으로 모시고 공부했다. 근대 교육과 민족주의 운동에 관심을 가지고 1907년 유인식, 김후병 등과 함께 협동학교를 설립하여 계몽 운동을 벌였다. 협동학교는 보수적인 성격이 강한 안동 지역에서 개혁 유림 세력이 힘을 합쳐 세운 3년제 중등학교였다. 이 무렵 계몽 운동에 뛰어든 인사들 중 신민회를 중심으로 많은 사람들이 한일 병합 조약 체결을 내다보고 해외 독립 운동 기지 설립에 대한 의견을 나누었는데, 그도 양기탁 등과 함께 해외에서 독립군을 양성하자는 데 의견을 같이 했다.
1910년 마침내 한일 병합 조약이 체결되자, 이 계획을 구체화하여 1911년 서간도로 망명했다. 이시영, 이동녕, 이상룡, 윤기섭 등과 함께 간도 지방에 경학사와 신흥강습소를 설립하는 데 참가했다. 경학사는 자치 조직, 신흥강습소는 훗날 신흥무관학교로 발전하는 교육 기관이었다.
무장 투쟁의 중요성을 인식하고 간도 지역에서 군정부를 설립하여 독립군 양성에 힘썼고 1919년 서로군정서(독판 이상룡)로 조직을 개편하고 참모장을 맡았다. 3·1 운동의 단초 중 하나를 제공한 지린에서 무오 독립 선언에 39인 대표로 참가하기도 했다.
1919년경, 김동삼은 상하이로 가서 자리를 잡았다. 1922년에 만주 지역 독립군 단체가 통합한 대한통의부에 가담했고, 1923년에는 국민대표회의에 서로군정서 대표 및 의장으로 참가하였으며 1925년 정의부 참모장에 취임했다.
1931년 하얼빈에서 이원일과 함께 일본 경찰에 체포되어 징역 10년형을 선고받고 복역하다가 1937년 서대문형무소에서 옥사했다. 시신은 한용운이 수습하여 장례를 치렀다.

## 사후
- 대한민국 정부는 고인의 공헌을 기리기 위하여 1962년 건국공로훈장 대통령장을 추서하였다.
- 독립기념관에 옥중 유언인 다음 문구를 적은 어록비가 세워져 있다. 나라 없는 몸 무덤은 있어 무엇하느냐. 내 죽거던 시신을 불살라 강물에 띄워라. 혼이라도 바다를 떠돌면서 왜적이 망하고 조국이 광복되는 날을 지켜보리라.

- 고향 안동시 임하면 천전리 278번지 생가 자리에는 그의 생가 터임을 알리는 표지석이 있다.

## 평가
김동삼은 유교적 학식과 함께 '만주의 호랑이', '남만의 맹호’로 불릴 정도로 용맹한 기질을 겸비하여 김좌진, 오동진 등과 3대 맹장으로 불리기도 했다.

## 같이 보기
- 독립유공자로 대통령장을 수여받은 사람

## 참고자료
- 김동삼 : 독립유공자 공훈록 - 국가보훈처
- 2005년 6월 이 달의 독립 운동가 - 김동삼, 《대한민국 국가보훈처》